# Galaci hajógyár

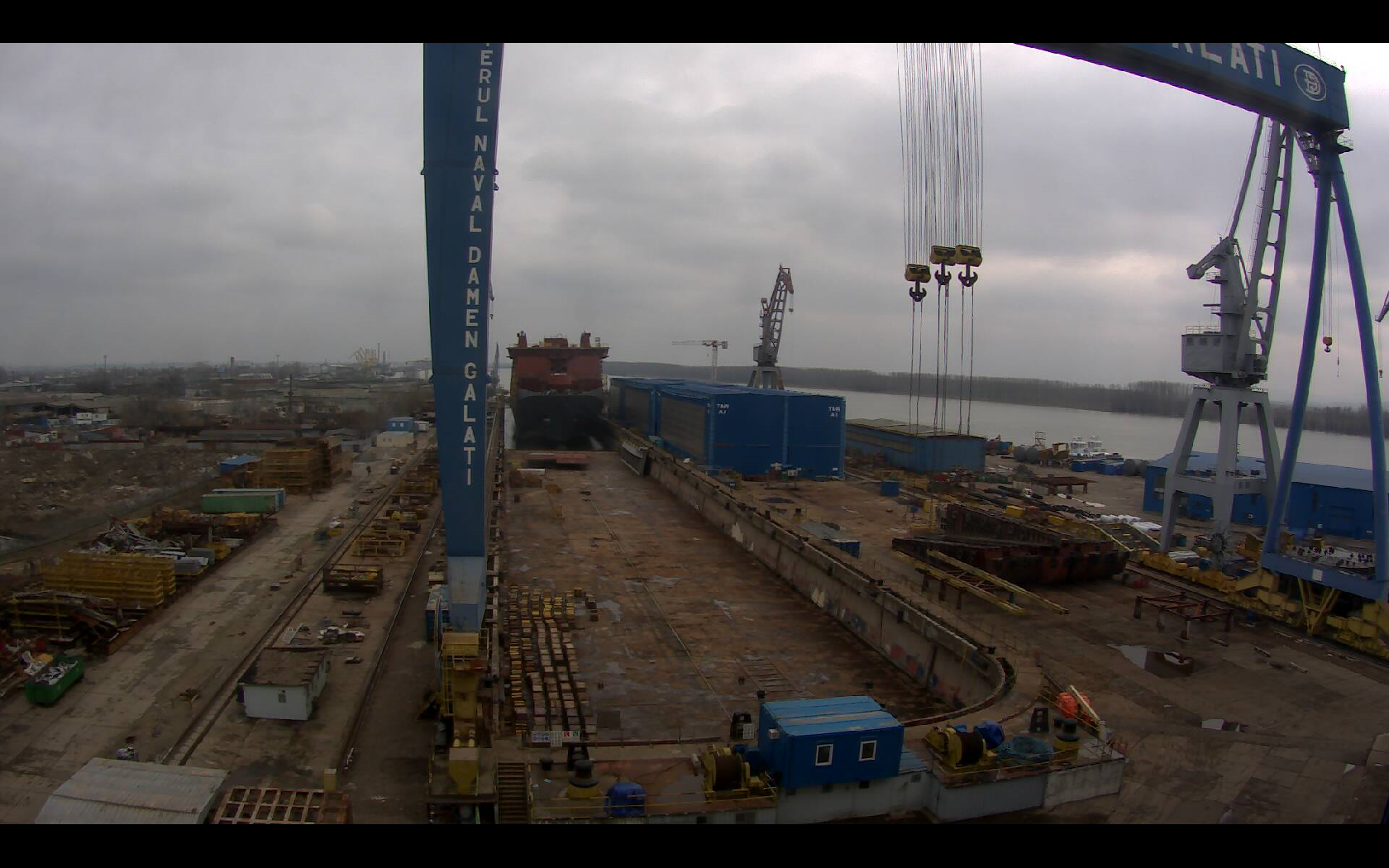
A hajógyár látképe egy webkamerán keresztül

A galaci hajógyár (románul: Şantierul Naval Galaţi; hivatalosan: Damen Shipyards Galați) egy 1893-ban alapított dunai hajógyár, mely Galați város keleti peremén, a galaci kikötőben terül el. Az 1999 óta holland tulajdonban levő vállalat vízi járművek széles választékát készíti.

## Története

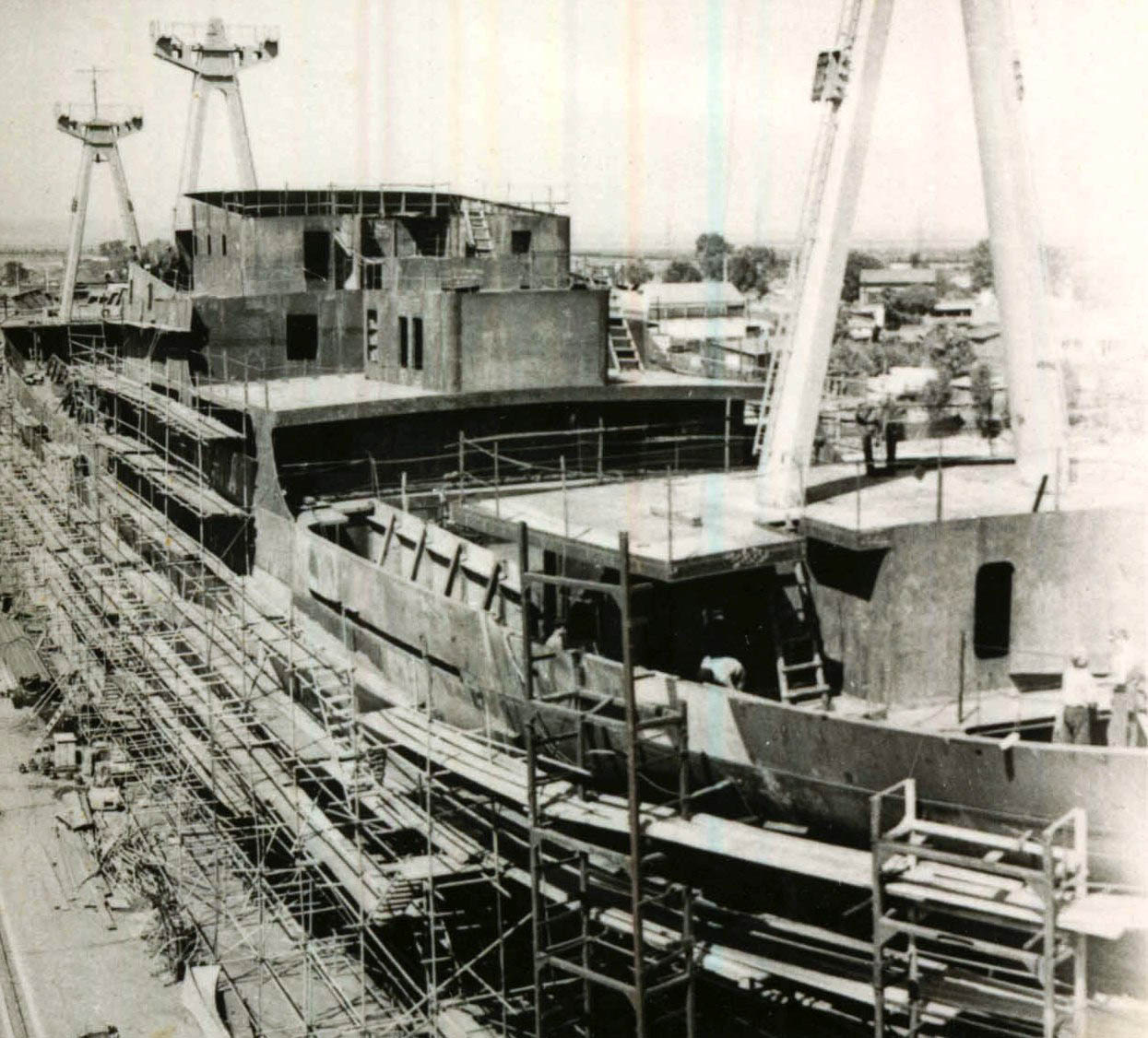
A hajógyár 1970-ben

A hajógyár első írásos emléke 1565-ből származik, amikor egy IV. Sándor moldvai fejedelemnek címzett török rendelet egy kis hajójavító műhely létezéséről tesz említést. 1711-ben Dimitrie Cantemir Moldva leírása című művében ugyancsak beszámol erről. Ruđer Bošković jezsuita tudós utazásai során 1784-ben eljutott Moldvába is, a galaci kikötőben látottakról ezt írta: „A munkatelepen állt egy hatalmas, vízre bocsátásra kész hajó, amelyet a törökök karavellának hívnak.”
1867-ben a hadiflotta központja Galacra költözött, majd 1879-ben megalapítják a Hadiflotta Arzenálját (Arsenalul Marinei Militare) is. 1893-ban George Fernic és két társa „Vas- és Bronzöntödei és Gépészeti Üzemek” (Uzinele de construcții mecanice și turnătorie de fier și bronz) néven megalapítja hajógyárát, melyet később G. Fernic et Comp. Hajógyárra keresztelnek át.
A rossz gazdálkodás és a korrupció miatt 1911-ben, Petre P. Carp miniszterelnöksége alatt a létesítmény csődközeli állapotba került. A két világháború közötti időszakban a hajógyár stratégiai jelentőségűvé vált. Ekkor két tengeralattjáró is készült a létesítményben, melyet előbb a Kriegsmarine, majd szovjet kézre kerülve a Vörös Hadsereg használt. A Cernavodă-i vasúti híd elemeit is ebben az üzemben gyártották.
1974-ben a kommunista hatalom nagymértékű hajógyártásba kezdett, így az üzem teljes ellátásban részesült, például saját állatfarmja is volt. 1989-ig az itt gyártott hajók 80 %-át exportálták. A rendszerváltás után 32 eladatlan hajó maradt az üzemben, melyeket 2000-ig sikerült értékesíteni.
1994-ben a holland Damen Shipyards Group több kisebb-nagyobb megrendelést bízott a hajógyárra. A sikeres együttműködés után 1999. március 25-én a galaci létesítmény többségi tulajdona a Damen Group birtokába került. A holland átvételt követően fejlesztések sora kezdődött az üzemben. 2012-ben a gyárnak 1994 alkalmazottja volt, és 72 800 000 eurós forgalmat bonyolított le. 1999 óta 285 vízi járművet szállított a külföldi megrendelőknek, melyből 92 áruszállító, 152 vontató- és rakodóhajó, uszály, ponton, illetve 41 egyéb típusú hajó volt. Ezek mellett tengeri fúrótornyokat, hadi- és személyszállító hajókat is gyártanak.
A hajógyár gazdasági sikere többek között a kedvező földrajzi fekvésnek és a közeli nyersanyagforrásnak (galaci kohászati kombinát) is köszönhető.

## Részlegek
A hajógyárnak négy részlege van, melyek különböző típusú és nagyságú hajók készítéséért felelnek.
- 1-es gyártósor: a részlegben akár 10 000 DWT holtsúlyt is elérő hajók készülnek (konténerszállítók, olajszállítók, Ro-Ro hajók, pontonok, uszályok). A részleg havonta 1800 tonna terméket képes előállítani. Az itt készült hajókat oldalirányba lehet vízre bocsátani.[10]
- 1a gyártósor: az oldalirányú vízre bocsátó részlegen legfeljebb 26 000 DWT holtsúlyú hajók készülnek. Rakodóhajókat, kotróhajókat, áruszállító hajókat, parti őrségi hajókat, cirkálókat, Ro-Ro kompokat és uszályokat építenek ezen a területen, ahol havonta 2500 tonna a gyártási kapacitás.[11]
- Szárazdokk: a részleg 60 000 DWT holtsúlyt is elérő hajókat gyárt. A Panamax-típusú szállítóhajók mellett hadihajók és csőfektető hajók, illetve uszályok is készülnek. A szárazdokk két részből áll, és havi gyártási kapacitása 2500 tonna.[12]
- Vontató- és munkahajók gyártósora: a részleg termékei között pontonok, vontatóhajók és munkahajók találhatóak. Ezek akár a 300 tonnát is elérhetik. Az itteni szárazdokk 10 üzemcsarnokból áll.[13]

## Hajók
- A galaci hajógyárban készült néhány hajó

## Gazdasági adatok
2005-ben a vállalat 221,8 millió, 2006-ban pedig 282,6 millió lejes nyereséget termelt. 2012-ben pedig 72 800 000 eurós forgalmat bonyolított.

## Galéria

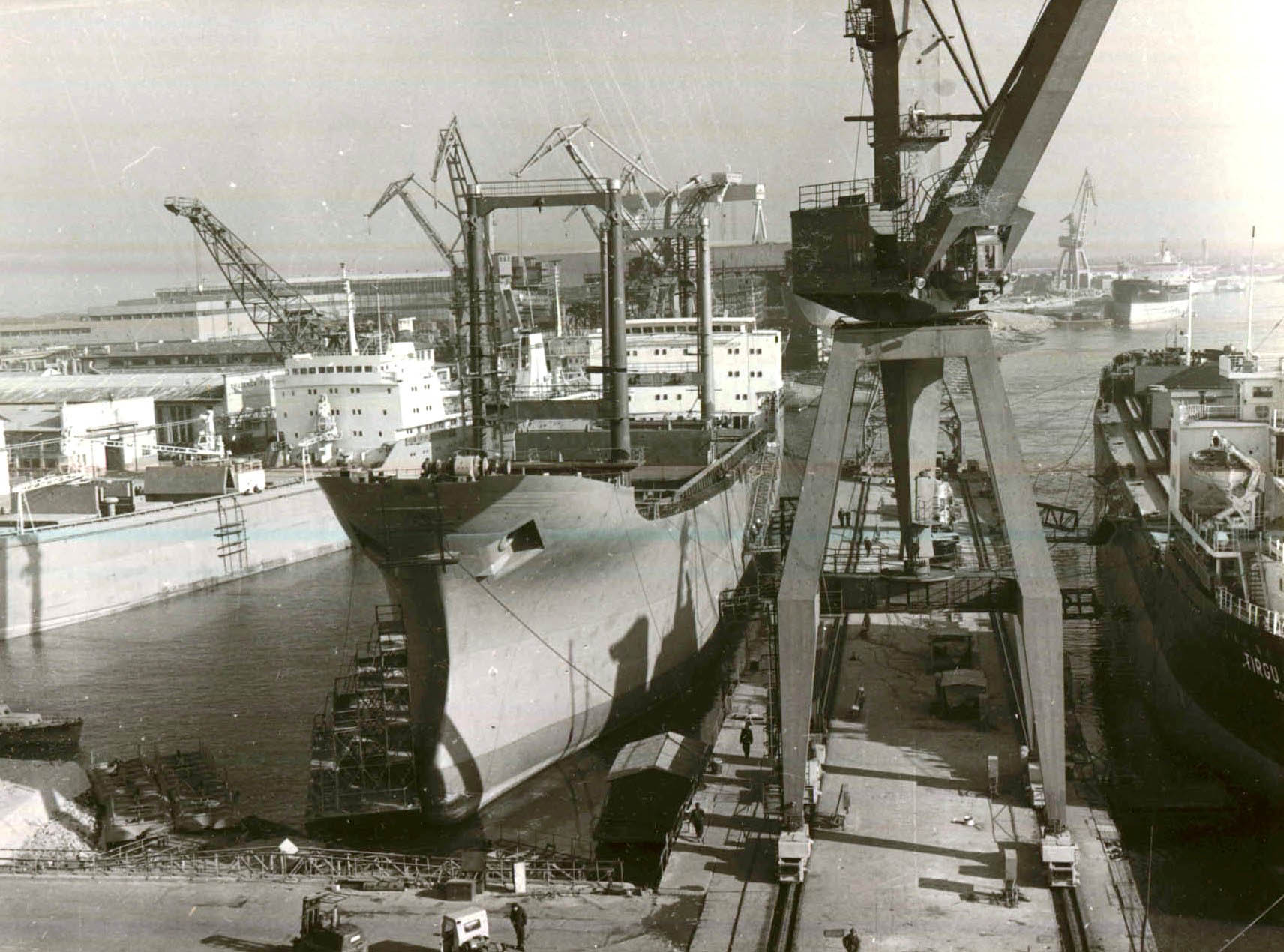
Hajógyári látkép 1978-ból
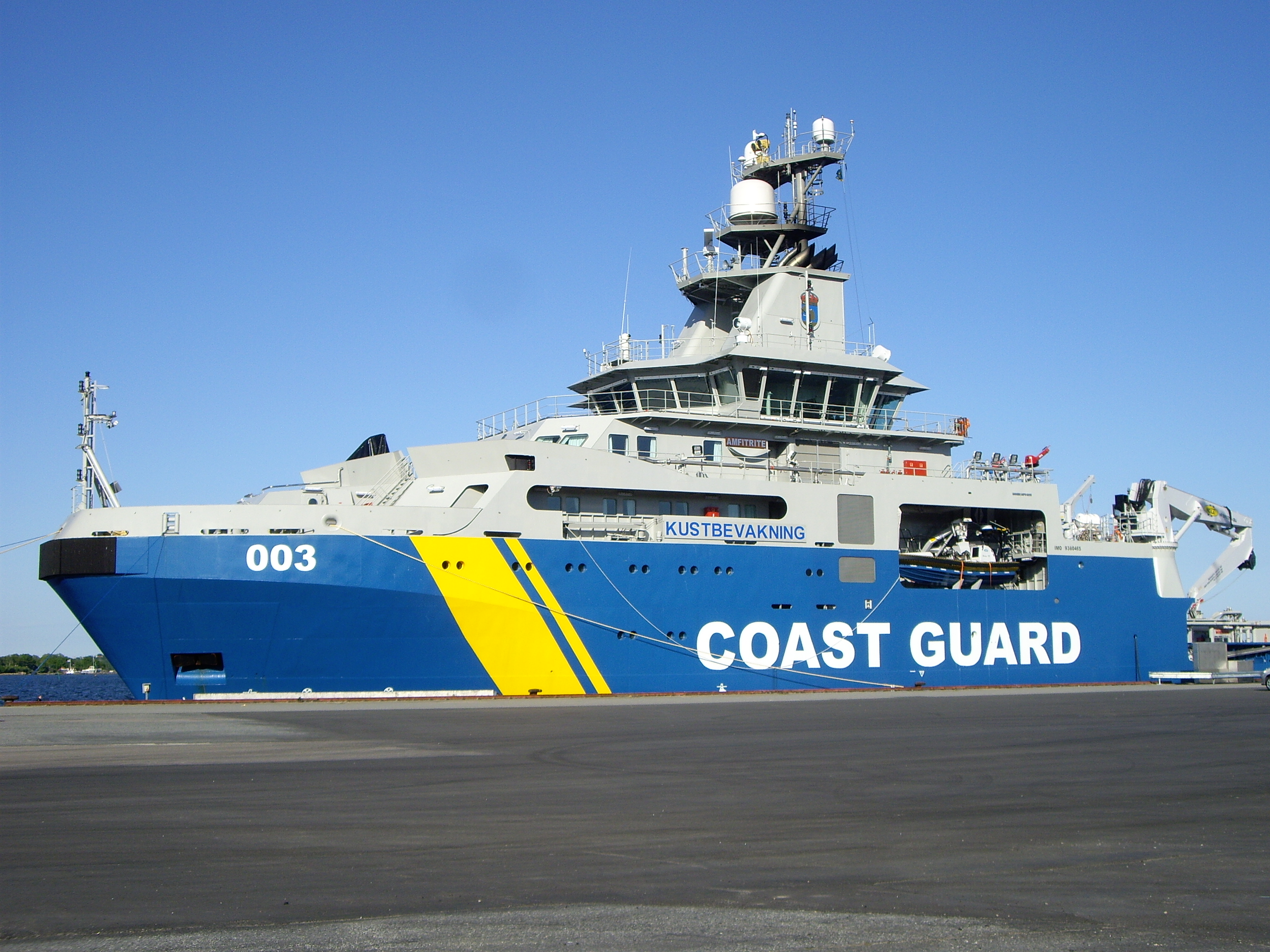
Az Amfitrite, a Svéd Parti Őrség hajója, melyet Galacon gyártottak és 2010-ben helyeztek üzembe
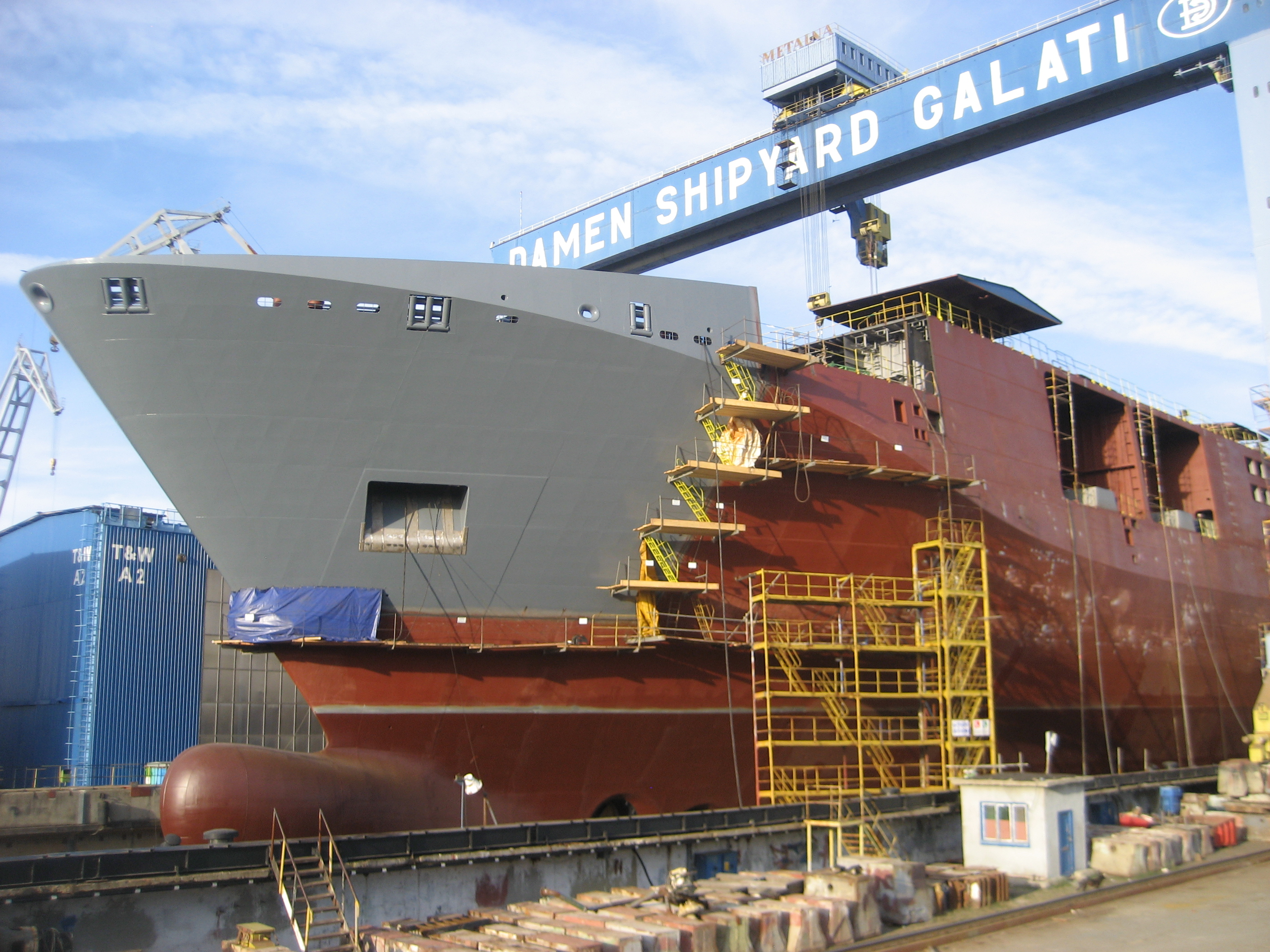
A Karel Doorman a galaci hajógyárban
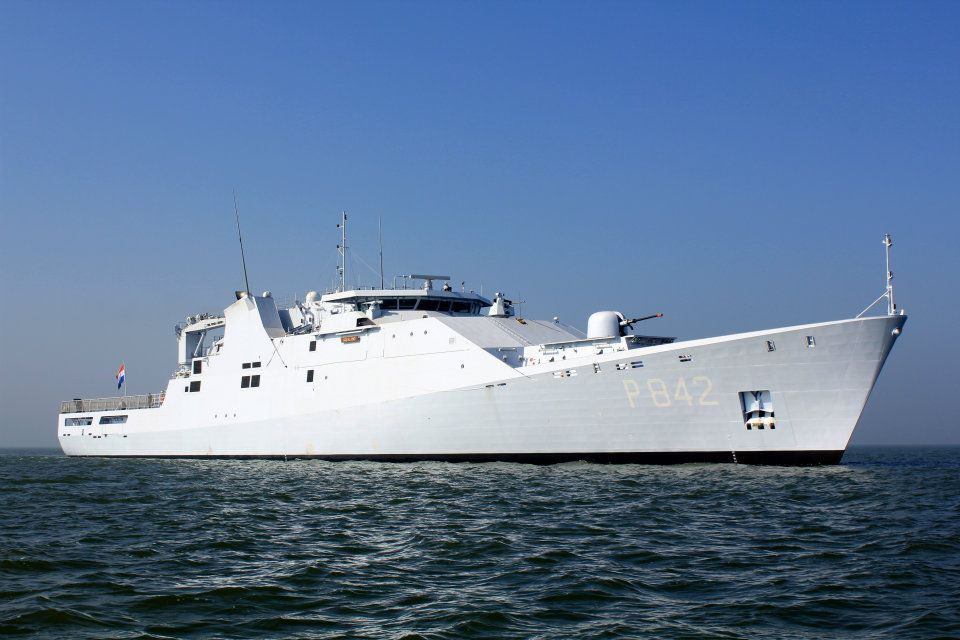
A Holland Királyi Haditengerészet szolgálatában álló Friesland járőrhajó
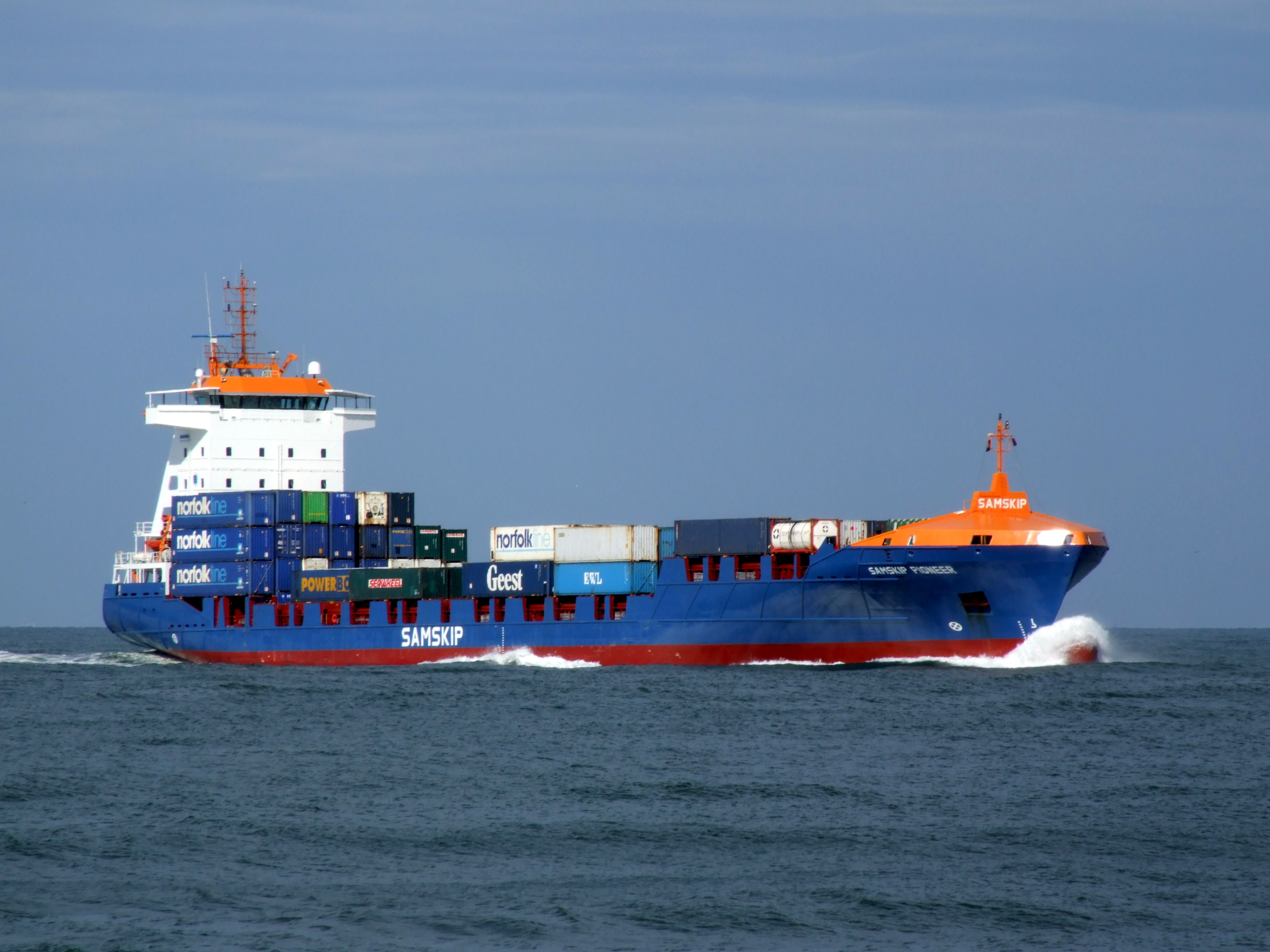
A Samskip Pioneer, egy konténerszállító, melyet 2006-ban bocsátottak vízre
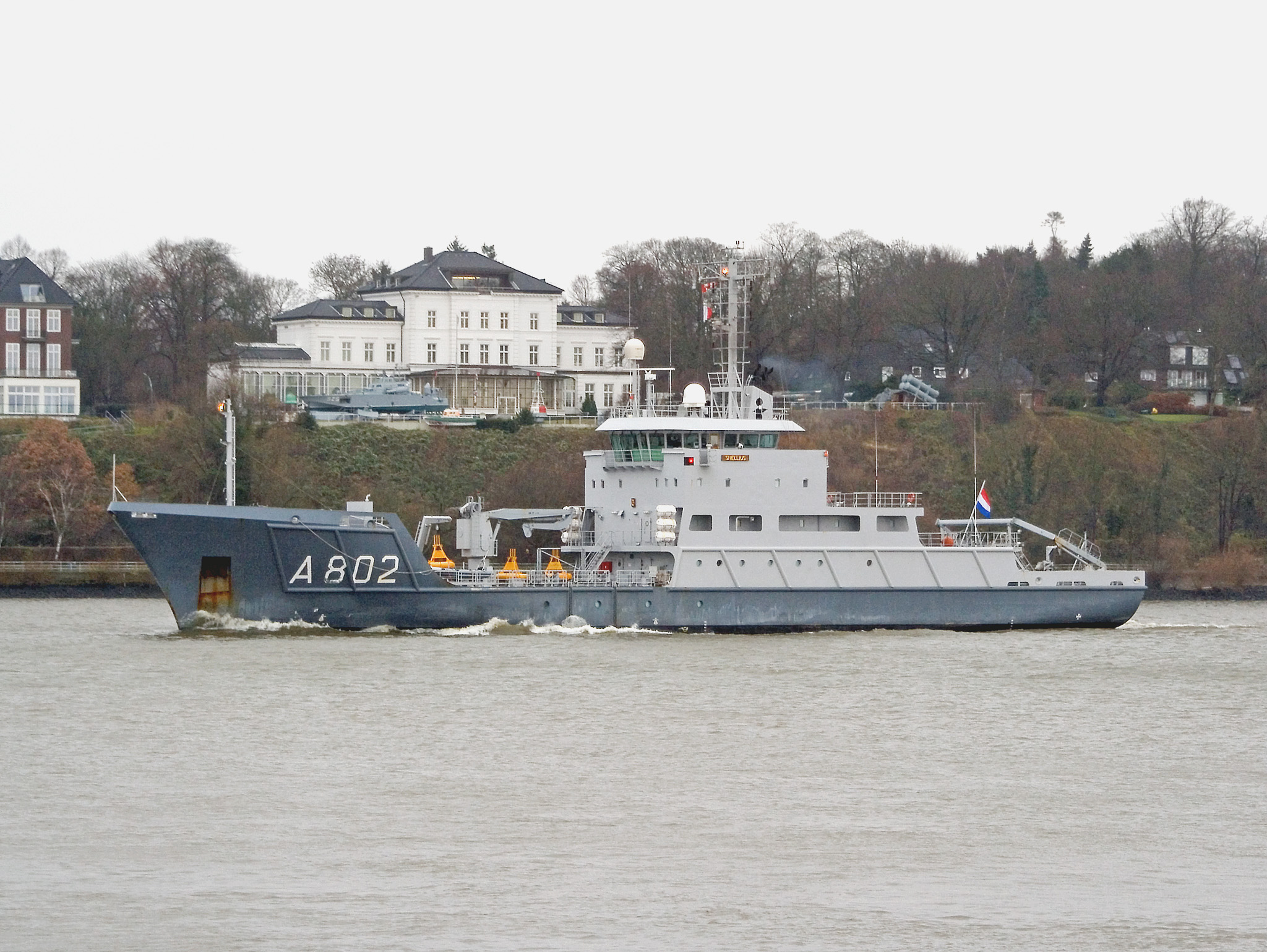
A HNLMS Snellius, a Holland Királyi Haditengerészet hidrográfiai hajója, a hamburgi kikötőben
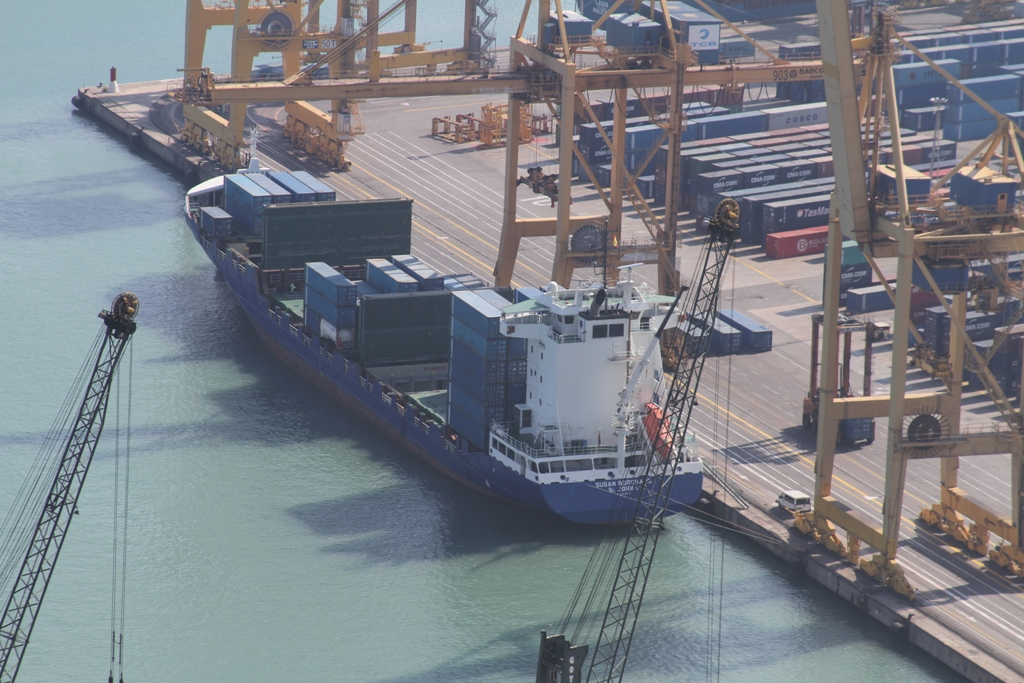
A Susan Borchard, mely 2010-ben indult első útjára